# Hurricanes (canção de Rina Sawayama)
"Hurricanes" é uma canção da cantora nipo-britânica Rina Sawayama, contida em seu segundo álbum de estúdio Hold the Girl (2022). Foi composta  pela própria cantora ao lado de Clarence Clarity, e produzida por Sawayama, Clarity e Stuart Price. Foi lançada pela gravadora independente Dirty Hit em 12 de setembro de 2022 como o quinto single do álbum. A canção estreou como "Hottest Record" do dia da BBC Radio 1 apresentado por Clara Amfo e foi disponibilizada nos serviços musicais horas depois. É uma faixa pop-rock sobre como conquistar e aproveitar os desafios que a vida lhe lança.
No lançamento do álbum em um "faixa por faixa" para a Apple Music, ela falou sobre como a música surgiu: “Um pequeno momento pop-rock: é sobre auto-sabotagem e se deparar com situações que não são boas para você. Eu originalmente escrevi isso com Clarence Clarity, e a produção soou um pouco como The Cardigans, um pouco de surf dos anos 60, e simplesmente não estava funcionando. Eu precisava que soasse mais forte, como ser impulsionado para a frente ao longo da música, como um furacão. Quando Stuart Price entrou a bordo mais tarde, ele também estava trabalhando com O The Killers, e sugeriu ouvi-los como referência para a bateria. Assim que regravamos a bateria, tudo se encaixou. ‘Hurricanes’ é provavelmente minha faixa favorita do álbum no momento. Termina naquele belo acorde maior, e é como esta resolução. O fim do caos. É uma música tão divertida de cantar.”

## Apresentações ao vivo
No dia 13 de setembro de 2022, Sawayama lançou no seu canal no YouTube o vídeo de uma apresentação exclusiva realizada nos estúdios da Vevo, em Londres.

## Faixas e formatos
Download digital
1. "Hurricanes" – 3:22

Pacote de streaming
1. "Hurricanes" – 3:22
2. "Phantom" – 4:25
3. "Hold the Girl" – 4:05
4. "Catch Me in the Air" – 3:35
5. "This Hell" – 3:56

## Créditos e pessoal
Créditos da música adaptados do Tidal.
- Rina Sawayama — vocais, compositora, [Produtor musical|produtora]]
- Clarence Clarity — produtor, compositor
- Stuart Price — produtor

## Histórico de lançamento
| Região | Data                   | Formato                    | Versão   | Gravadora | Ref.        |
| ------ | ---------------------- | -------------------------- | -------- | --------- | ----------- |
| Várias | 12 de setembro de 2022 | Download digital streaming | Original | Dirty Hit | [ 7 ] [ 8 ] |